# Czochryń
Czochryń – wieś w Polsce położona w województwie zachodniopomorskim, w powiecie szczecineckim, w gminie Borne Sulinowo. Miejscowość wchodzi w skład sołectwa Starowice.